# Satyrus liupiuschani
Satyrus liupiuschani är en fjärilsart som beskrevs av Bang-haas 1933. Satyrus liupiuschani ingår i släktet Satyrus och familjen praktfjärilar. Inga underarter finns listade.